# SHARE.EXE
SHARE.EXE ist ein TSR-Programm, das Bestandteil aller MS-DOS-Versionen ab 3.0 ist. Das Programm ermöglicht es speziell dafür programmierten Anwendungen, Dateien für den Lese-, den Schreibzugriff oder für beides zu sperren.
Hintergrund des Programms ist die Tatsache, dass DOS-basierte Betriebssysteme keinerlei Schutz vor miteinander in Konflikt stehenden Dateizugriffen boten; mehrere Programme konnten ohne Weiteres gleichzeitig auf eine Datei zugreifen und auch gleichzeitig diese Datei verändern. Das war zunächst kein Problem, da DOS kein Multitasking unterstützt und damit im Regelfall nur ein einziges Programm die Kontrolle über das System hat und damit auch als einziges Dateien beschreiben kann. Mit dem Aufkommen von TSR-Programmen, der Einführung von Netzwerkunterstützung in MS-DOS 3.1 und später auch dem Betriebssystem Windows, das zumindest zum Multitasking fähig war, war es nun aber doch möglich, dass mehrere Programme gleichzeitig auf dieselbe Datei zugreifen. Um das dadurch entstehende Problem zu lösen, wurde SHARE.EXE geschaffen.
Insbesondere zum Ende der MS-DOS-Ära setzten zahlreiche Programme ein geladenes SHARE.EXE voraus und verweigerten den Start, wenn SHARE.EXE nicht geladen war, so etwa Microsoft Word 6.0, Microsoft Excel 5.0 oder Microsoft Access 1.0.
Windows für Workgroups 3.11 implementierte die Funktionalität von SHARE.EXE als 32-Bit-Treiber VSHARE.386 und war somit auf SHARE.EXE nicht mehr angewiesen. Später veröffentlichte Microsoft einen Patch, der VSHARE.386 auch auf Windows 3.1 installierte. Windows 95 und spätere Betriebssysteme der Windows-9x-Reihe enthielten gleichfalls einen 32-Bit-Treiber zum Ausschluss gleichzeitiger Dateizugriffe. Da SHARE.EXE speziell auf das FAT16-Dateisystem zugeschnitten war und aufwendig hätte umprogrammiert werden müssen, um auch auf den ab Windows 95 OSR2 unterstützten FAT32-Partitionen lauffähig zu sein, wurde SHARE.EXE ab dieser Version aus dem Lieferumfang entfernt und kann auch nicht nachinstalliert werden. Unter Windows-NT-basierten Betriebssystemen ist SHARE.EXE wegen der unterschiedlichen Betriebssystemarchitektur nicht mehr notwendig; aus Kompatibilitätsgründen ist in 32-Bit-Versionen des Betriebssystems eine Platzhalterdatei unter dem Namen SHARE.EXE enthalten, die aber keine Funktion hat.